# Téglás
Téglás es una ciudad húngara perteneciente al distrito de Hajdúhadház en el condado de Hajdú-Bihar, con una población en 2012 de 6637 habitantes.
Se conoce su existencia desde la Edad Media. Adquirió estatus urbano en 1991.
Se ubica en la periferia septentrional de la capital distrital Hajdúhadház, en la salida de dicha ciudad por la carretera 4 que lleva a Nyíregyháza.